# Cerkiew Zwiastowania w Jarosławiu
Cerkiew Zwiastowania – prawosławna cerkiew w Jarosławiu, w dekanacie jarosławskim centralnym eparchii jarosławskiej Rosyjskiego Kościoła Prawosławnego.

## Historia
Cerkiew została wzniesiona w latach 1688–1702 na miejscu starszej świątyni drewnianej, która uległa zniszczeniu wskutek pożaru w 1670. W 1709 w jej wnętrzu powstały freski, namalowane przez Fiodora Ignatjewa i Fiodora Fiodorowa. W 1745 w sąsiedztwie cerkwi Zwiastowania wzniesiono świątynię pod wezwaniem Wniebowstąpienia Pańskiego, która służyła tej samej parafii w miesiącach jesiennych i zimowych. W 1930 obie świątynie zostały zamknięte. W cerkwi Zwiastowania siedzibę miało muzeum, co pozwoliło na zachowanie XVIII-wiecznych fresków. Cerkiew Wniebowstąpienia Pańskiego została zwrócona Rosyjskiemu Kościołowi Prawosławnemu w 1992, odremontowana i przywrócona do użytku liturgicznego. Cerkiew Zwiastowania pozostawała własnością muzeum do 2008, po tej dacie również została przywrócona do pierwotnych funkcji.

## Architektura
Cerkiew wzniesiono z cegły, na planie czworoboku i nakryto dachem czterospadowym. Architektura świątyni na tle innych XVII-wiecznych jarosławskich cerkwi wyróżnia się prostotą: obiekt nie posiada podkletu ani galerii, a z zewnątrz dekorują go jedynie skromny fryz na bębnach oraz proste obramowania okien. Pierwotnie wygląd jego cebulastych kopuł również był maksymalnie prosty, w drugiej połowie XVIII w. nadano im bardziej efektowny wygląd. Od strony zachodniej cerkiew posiada obszerny przedsionek, nad którym pierwotnie znajdowała się trójkondygnacyjna dzwonnica, rozebrana po 1917. Cerkiew w XVIII w. posłużyła jako wzór dla kolejnych prawosławnych świątyń wznoszonych w Jarosławiu.